# Женская сборная США по волейболу
Женская национальная сборная США по волейболу (англ. United States women's national volleyball team) представляет Соединённые Штаты Америки на международных волейбольных соревнованиях. Является одной из сильнейших женских национальных волейбольных сборных мира. Олимпийский чемпион 2020 и 5-кратный призёр Олимпийских игр, чемпион мира 2014 и 4-кратный призёр чемпионатов мира, 5-кратный призёр розыгрышей Кубка мира, 6-кратный победитель Гран-при, 3-кратный победитель Лиги наций, 8-кратный чемпион NORCECA. Управляющей организацией выступает федерация USA Volleyball.

## История
Несмотря на то, что Соединённые Штаты Америки являются родоначальником волейбола, а национальная федерация этой страны стала одним из учредителей ФИВБ, сборные США — как женская, так и мужская — были сформированы лишь в середине 1950-х годов и вплоть до начала 1980-х занимали скромные места в мировой табели о рангах.
Дебют женской национальной сборной США в официальных международных соревнованиях состоялся в марте 1955 года, когда она приняла участие в волейбольном турнире II Панамериканских игр, прошедших в столице Мексики Мехико. В первом своём матче, состоявшемся 16 марта, волейболистки США уступили сборной Мексики со счётом 1:3. В оставшихся 5 играх американки выиграли 4 раза и стали серебряными призёрами соревнований. Через год сборная дебютировала и на мировом первенстве в Париже, где заняла скромное 9-е место.
В дальнейшем практически все медальные достижения сборной вплоть до начала 1980-х связаны только с соревнованиями на американском континенте — Панамериканскими играми и чемпионатами Северной, Центральной Америки и Карибского бассейна (NORCECA). За 25 лет, прошедших с дебюта национальной команды США, сборная четырежды становилась призёром Панамериканских игр (в том числе выиграла «золото» в 1967) и 5 раз призёром чемпионата NORCECA. В активе сборной США числится серебро мирового первенства 1967, но в том чемпионате по политическим мотивам не приняли участия почти все сильнейшие сборные мира, за исключением Японии. На всех прочих турнирах мирового уровня американки довольствовались местами в середине турнирной таблицы.
Первые серьёзные успехи женской национальной команды США связаны с израильским специалистом Ари Селинджером, возглавившим сборную в 1976 году. В 1978 американки заняли высокое 5-е место на проходившем в СССР чемпионате мира, а на следующем мировом первенстве в 1982 в Перу стали бронзовыми призёрами соревнований. Через два года сборная США выиграла «серебро» на домашней Олимпиаде, ценность которого всё же была несколько девальвирована отсутствием ряда сильнейших команд из социалистических стран. Также в начале 1980-х американки сумели подвинуть сборную Кубы с лидирующих позиций на североамериканском континенте, дважды подряд (в 1981 и 1983) опередив их на чемпионате NORCECA.
После Олимпиады-1984 Селинджер покинул пост главного тренера, а новым наставником сборной США стал Терри Лискевич, возглавлявший национальную команду 12 лет до 1996 года. При его руководстве сборная пережила болезненный процесс смены поколений 2-й половины 1980-х, когда команду покинули многие лидеры — С.Вудстра, Р.Крокетт, Л.Флэчмейер, Ф.Химэн, К.Бекер, Дж. Воллертсен и другие. На чемпионате мира 1986 команда стала лишь 10-й, на Олимпийских играх 1988 в Сеуле — только 7-й (предпоследней), а в розыгрыши Кубка мира квалифицироваться и вовсе не удавалось. На североамериканском континенте безусловное лидерство вновь захватила мощная сборная Кубы, никому не уступавшая первенство в своём географическом регионе вплоть до 1999 года.
В 1990 году обновлённая сборная США неожиданно для многих стала бронзовым призёром чемпионата мира, проходившего в Китае, пропустив вперёд себя только двух безусловных фаворитов первенства — советскую и китайскую команды. Из серебряного олимпийского состава шестилетней давности в сборной осталась только Пола Уайсхоф. Через два года американки стали третьими уже на Олимпийских играх в Барселоне, проиграв в полуфинале в упорнейшей борьбе кубинкам 2:3 и уверенно обыграв в матче за 3-е место сборную Бразилии 3:0. И если на чемпионате мира 1994 команда США выступила не слишком удачно (6-е место), то через год сборная сумела выиграть престижный турнир Гран-при, переиграв в финальной стадии команды Бразилии, Кубы и Китая. Во всех трёх «медальных» составах сборной играли Пола Уайсхоф, Камер Кемнер, Тоня Сандерс (Уильямс), Лори Эндикотт, Тамми Лили (Уэбб), Элайна Оден и Тара Кросс-Бэттл.
После неудачи на домашней Олимпиаде 1996 года (7-е место) Терри Лискевич ушёл с поста главного тренера сборной, а ситуация в национальной команде США сложилась аналогично той, что уже была 10 лет — вновь новый наставник (Майкл Хэли) и вновь весьма болезненный процесс смены поколений. На чемпионате мира 1998 сборную ждал настоящий провал — команда даже не сумела выйти из группы предварительного этапа.
Новый подъём сборной США начался с 2000 года. На Олимпиаде в Сиднее американки дошли до полуфинала, где в упорнейшей борьбе уступили сборной России 2:3, а в матче за «бронзу» проиграли команде Бразилии 0:3. Тем не менее именно в преддверии олимпийского сезона сложился костяк нового состава национальной команды, в который вошли Робин А Моу, Хизер Боун, Тара Кросс-Бэттл, Сара Норьега, Даниэль Скотт, Стэси Сикора, Логан Том. В значительной степени именно эти волейболистки во многом определяли стиль сборной в предстоящем десятилетии под руководством нового наставника, которым стал японский тренер Тосиаки Ёсида, до того работавший ассистентом Майкла Хэли.
В 2001 сборная США во второй раз в своей истории стала победителем Гран-при и в том же году прервала многолетнюю гегемонию сборной Кубы в североамериканском регионе, обыграв её в финале очередного чемпионата NORCECA со счётом 3:1. Последующие два континентальных первенства также остались за сборной США.
В 2002 году американки как никогда были близки к тому, чтобы стать чемпионками мира. Обыграв в полуфинале мирового первенства, проходившего в Германии, одного из главных фаворитов сборную России со счётом 3:2, в финале сборная США с тем же счётом неожиданно уступила команде Италии, которую перед началом чемпионата никто не брал в расчёт. Не лучшим образом на игре американок в финале отразился тот факт, что в решающем матче не смогла принять участия из-за травмы одна из лучших их нападающих Прикеба Фиппс.

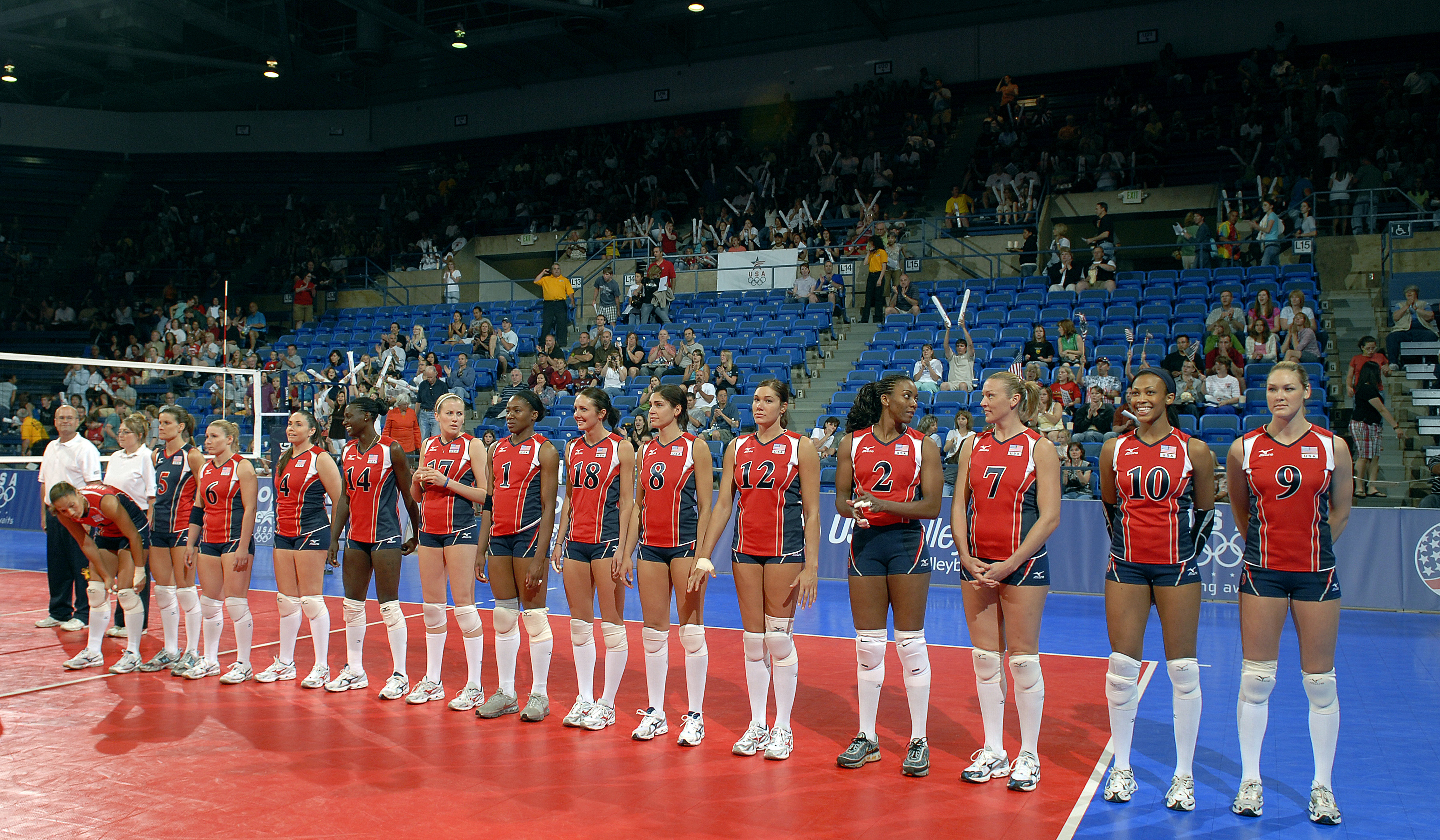
Сборная США-2008.

На Олимпийских играх 2004 года сборная США уступила в четвертьфинале команде Бразилии со счётом 2:3. Ей же она проиграла и на следующей Олимпиаде в 2008, но уже в финале 1:3. После этого в национальной команде США сменился тренер. Китаянку Лан Пин, возглавлявшую сборную с 2005 года, сменил новозеландец Хью Маккатчен, до этого бывший главным тренером мужской сборной США.
Под руководством нового наставника женская национальная команда страны трижды подряд становилась победителем Гран-при (2010—2012), выиграла серебро на Кубке мира 2011, заняла 4-е место на чемпионате мира 2010, уступив в полуфинале сборной России, а в матче за 3-е место японкам. Лучшие волейболистки этого периода: Даниэль Скотт-Арруда, Хизер Боун, Логан Том, Стэси Сикора, Тайиба Хэниф, Нэнси Метколф, Линдси Берг, Николь Дэвис, Алиша и Кимберли Гласс, Джордан Ларсон, Фолуке Акинрадево, Меган Ходж, Дестини Хукер, Тамари Мияширо и другие.

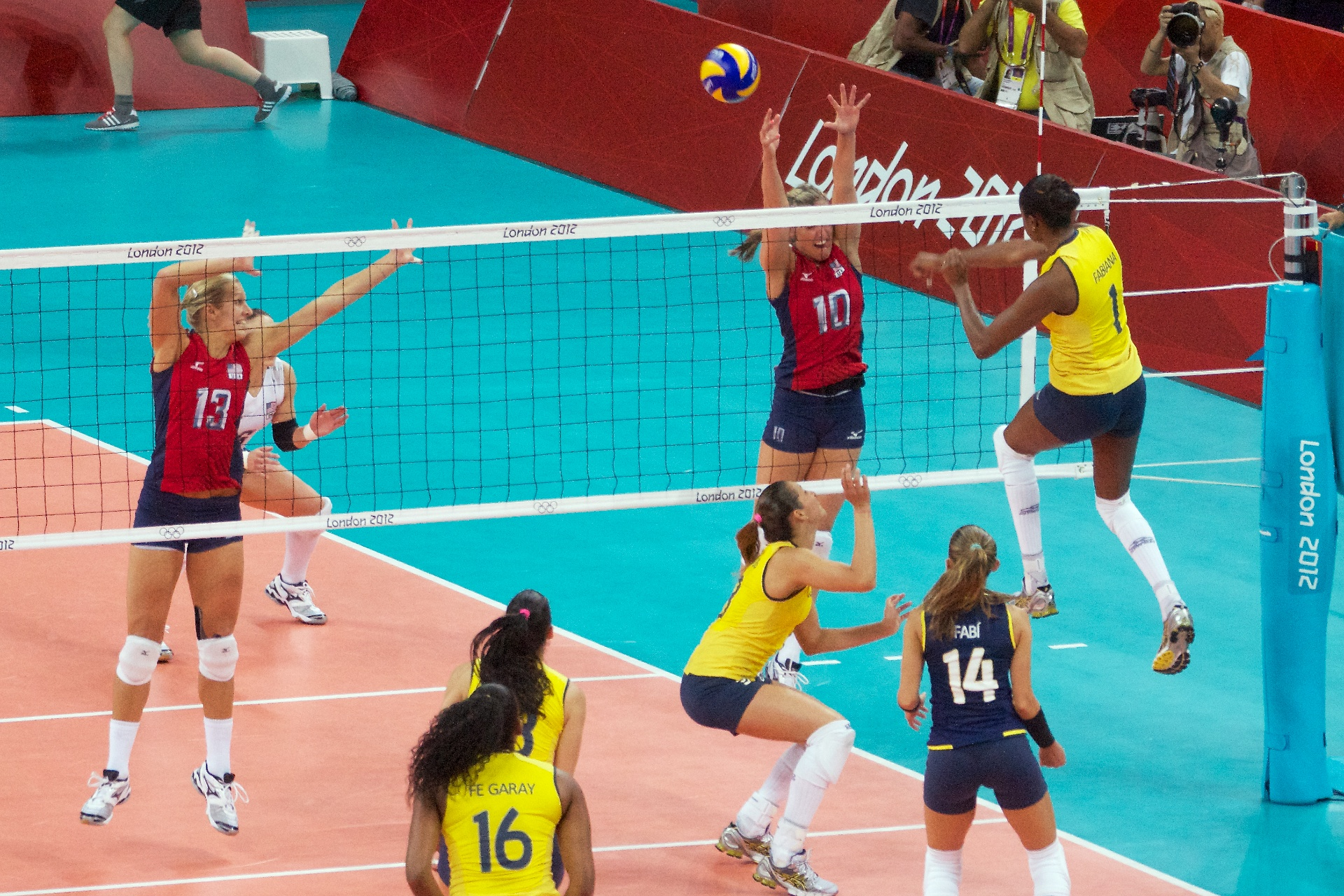
США — Бразилия. Финал Олимпиады-2012.

На Олимпиаду-2012 в Лондон женская сборная США ехала в ранге одного из главных фаворитов. И вплоть до последнего матча американки оправдывали предсказания специалистов. В очень сильной предварительной подгруппе команда США поочерёдно уверенно обыграла сборные Южной Кореи, Бразилии, Китая, Сербии и Турции, а в четвертьфинале и полуфинале плей-офф не менее уверенно разобралась с командами Доминиканской Республики и Южной Кореи. В финале сборной США вновь, как и четырьмя годами ранее, сошлась с командой Бразилии. И начало решающего поединка не сулило бразильянкам ничего хорошего — 25:11 в пользу американок. Но затем в игре американской команды всё совершенно разладилось и итоговый счёт финального матча оказался копией результата финала Олимпиады-2008 — 3:1 в пользу Бразилии. США опять с «серебром».
После Игр Маккатчен ушёл в отставку, а возглавил сборную выдающийся американский волейболист, член «золотой» сборной США второй половины 1980-х Карч Кирай.
В 2013 году сборная США выступала в наполовину обновлённом составе. Не играли за национальную команду такие её ключевые волейболистки как серебряные призёры Олимпиады-2012 Дестини Хукер, Тайиба Хэниф, Линдси Берг, Фольюк Акинрадево, Логан Том, Меган Ходж. Тем не менее американская сборная сумела выйти в финальный этап Гран-при, где заняла 6-е место, и вновь стать сильнейшей на североамериканском континенте.

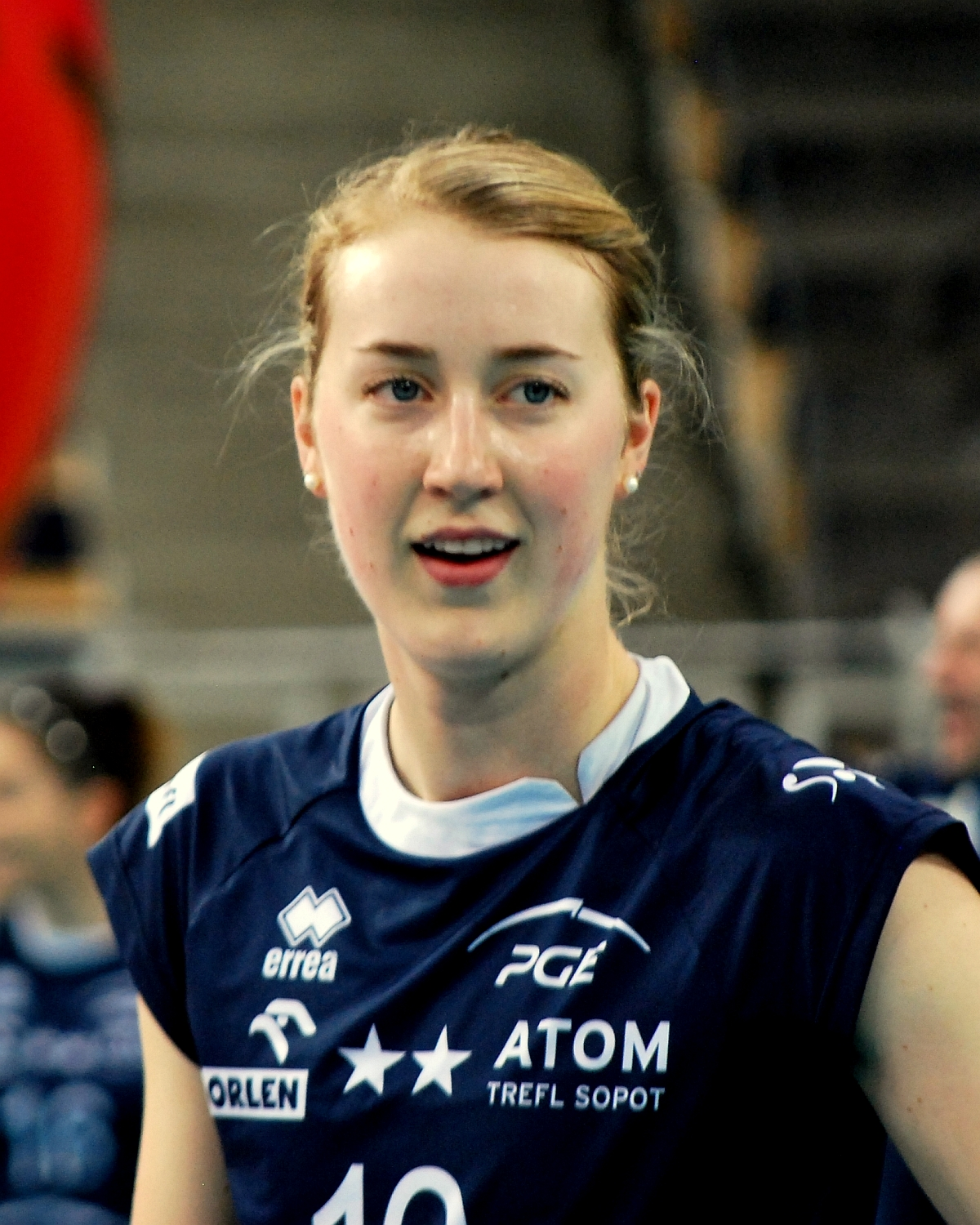
Кимберли Хилл

2014 год принёс сборной США первый в своей истории триумф в соревнованиях высшего мирового уровня. На проходившем в Италии чемпионате мира американки в полуфинале переиграли главных фаворитов первенства — сборную Бразилии — со счётом 3:0, а в финале в упорнейшей борьбе оказались сильнее национальной команды Китая 3:1. Лучшим игроком чемпионата была признана волейболистка США Кимберли Хилл.
В 2015 году сборная США приняла участие в пяти официальных турнирах и в четырёх из них одержала победу. Финальный этап Гран-при и волейбольный турнир Панамериканских игр проходили в одни сроки и национальная команда США, разделившись на два состава, сумела первенствовать в обоих соревнованиях. Уже в третий раз подряд американки выиграли континентальный чемпионат, а также оказались сильнее своих соперников и в розыгрыше Панамериканского Кубка.
На Олимпийские игры 2016 в Рио-де-Жанейро сборная США ехала в ранге одного из безусловных фаворитов волейбольного турнира Игр, но покорить олимпийскую вершину её вновь не удалось. Команда одержала 6 побед подряд (5 в группе, а затем в четвертьфинале над японками), но в полуфинале потерпела поражение от сборной Сербии в пяти партиях. Итогом для американских волейболисток стали бронзовые награды, полученные после победы над Нидерландами со счётом 3:1 в матче за 3-е место.
В 2018 году сборная США стала победителем первого розыгрыша Лиги наций, заменившего в международном волейбольном календаре Мировой Гран-при. На чемпионате мира того же года в Японии американские волейболистки выступали в ранге действующего победителя и одного из главных претендентов на первенство, но в итоге не смогли выйти в полуфинал и остались без медалей турнира.
В 2019 году волейболистки США вторично выиграли Лигу наций, победив в финале сборную Бразилии 3:2. В сентябре того же года американская сборная стала серебряным призёром розыгрыша Кубка мира.
После годичного перерыва, связанного с пандемией COVID-19, в итальянском Римини прошёл третий розыгрыш Лиги наций и в третий раз подряд победителем этого турнира стала сборная США, обыгравшая в финале команду Бразилии 3:1.
В том же году американская сборная уверенно выиграла олимпийский волейбольный турнир в Токио, не отдав в решающих матчах плей-офф соревнований соперникам ни одной партии.
На Олимпиаде-2024 в Париже сборная США вновь вышла в финал волейбольного турнира, но повторить «золотой» успех предыдущих игр не смогла, уступив в решающем матче команде Италии 0:3.
В октябре 2024 года Карч Кирай, работавший главным тренером сборной на протяжении 12 лет, ушёл в отставку. Новым наставником женской национальной команды США назначен Эрик Салливан.

## Результаты выступлений и составы

### Олимпийские игры
| - 1964 — 5-е место - 1968 — 8-е место - 1972 — не квалифицировалась - 1976 — не квалифицировалась - 1980 — отказ от участия - 1984 — 2-е место - 1988 — 7-е место - 1992 — 3-е место | - 1996 — 7-е место - 2000 — 4-е место - 2004 — 5—8-е место - 2008 — 2-е место - 2012 — 2-е место - 2016 — 3-е место - 2021 — 1-е место - 2024 — 2-е место |

- 1964: Джин Гартнер, Лу Галлоуэй, Барбара Харуэрт, Патти Лукас-Брайт, Линда Мёрфи, Гэйл О’Рурк, Нэнси Оуэн, Мэри Джо Пепплер, Мэри Перри, Шарон Питерсон, Вернеда Томас, Джейн Уорд. Тренер — Док Барроуз.
- 1968: Патти Лукас-Брайт, Энн Хек, Фанни Хоппо, Нинджа Йоргенсен, Лори Льюис, Мики МакФадден, Мэрилин МакРиви, Нэнси Оуэн, Барбара Перри, Мэри Перри, Шарон Питерсон, Джейн Уорд. Тренер — Харлан Коэн.
- 1984: Пола Уайсхоф, Сюзан Вудстра, Рита Крокетт, Лори Флэчмейер, Каролин Бекер, Фло Химэн, Роз Мэджерс, Джули Воллертсен, Дебби Грин, Кимберли Раддинс, Джейн Бопри, Линда Чизхольм. Тренер — Ари Селинджер.
- 1988: Дейтр Коллинз, Карен Кемнер, Лорель Кессель, Элизабет Масакаян, Джейн МакХью, Мелисса МакЛинден, Кимберли Оден, Прикеба Фиппс, Анджела Рок, Кимберли Раддинс, Лайан Сато, Тамми Уэбб. Тренер — Терри Лискевич.
- 1992: Тара Кросс-Бэттл, Джанет Коббс, Лори Эндикотт, Карен Кемнер, Рут Лавансон, Тамми Лили (Уэбб), Элайна Оден, Кимберли Оден, Тоня Сандерс, Лайан Сато, Пола Уайсхоф, Йоко Зеттерлунд. Тренер — Терри Лискевич.
- 1996: Тоня Уильямс (Сандерс), Йоко Зеттерлунд, Пола Уайсхоф, Карен Кемнер, Лори Эндикотт, Кристин Клейн, Беверли Оден, Тамми Лили, Элайна Оден, Даниэль Скотт, Тара Кросс-Бэттл, Элайн Янгз. Тренер — Терри Лискевич.
- 2000: Робин А Моу, Хизер Боун, Тара Кросс-Бэттл, Микиша Хёрли, Сара Норьега, Деметрия Сейнс, Даниэль Скотт, Стэси Сикора, Шарлин Тагалоа, Логан Том, Керри Уолш, Эллисон Уэстон. Тренер — Майкл Хэли.
- 2004: Прикеба Фиппс, Даниэль Скотт, Тайиба Хэниф, Линдси Берг, Стэси Сикора, Элизабет Бахман, Хизер Боун, Огонна Ннамани, Робин А Моу, Нэнси Метколф, Тара Кросс-Бэттл, Логан Том. Тренер — Тосиаки Ёсида.
- 2008: Огонна Ннамани, Ким Уиллуби, Даниэль Скотт-Арруда, Тайиба Хэниф, Линдси Берг, Стэси Сикора, Николь Дэвис, Хизер Боун, Дженнифер Джойнс, Кимберли Гласс, Робин А Моу-Сантос, Логан Том. Тренер — Лан Пин.
- 2012: Даниэль Скотт-Арруда, Тайиба Хэниф, Линдси Берг, Николь Дэвис, Логан Том, Меган Ходж, Джордан Ларсон-Бёрбак, Фолуке Акинрадево, Криста Хармотто, Тамари Мияширо, Кортни Томпсон, Дестини Хукер. Тренер — Хью Маккатчен.
- 2016: Элайша Гласс, Кайла Бэнуорт, Кортни Томпсон, Рэйчел Адамс, Карли Ллойд, Джордан Ларсон-Бёрбак, Келли Мёрфи, Криста Хармотто-Дитцен, Кимберли Хилл, Фолуке Акинрадево, Келси Робинсон, Карста Лоу. Тренер — Карч Кирай.
- 2021: Майка Хэнкок, Джордин Поултер, Джастин Вонг-Орантес, Джордан Ларсон, Андреа Дрюс, Джордан Томпсон, Мишель Барч-Хакли, Кимберли Хилл, Фолуке Акинрадево, Хейли Вашингтон, Келси Робинсон, Чиака Огбогу. Тренер — Карч Кирай.
- 2024: Хейли Вашингтон, Джастин Вонг-Орантес, Андреа Дрюс, Лорен Карлини, Джордан Ларсон, Чиака Огбогу, Кэтрин Пламмер, Джордин Поултер, Дана Реттке, Келси Робинсон, Эвери Скиннер, Джордан Томпсон, Майка Хэнкок. Тренер — Карч Кирай.

### Чемпионаты мира
| - 1952 — не участвовала - 1956 — 9-е место - 1960 — 6-е место - 1962 — не участвовала - 1967 — 2-е место - 1970 — 11-е место - 1974 — 12-е место - 1978 — 5-е место - 1982 — 3-е место - 1986 — 10-е место | - 1990 — 3-е место - 1994 — 6-е место - 1998 — 13—16-е место - 2002 — 2-е место - 2006 — 9-е место - 2010 — 4-е место - 2014 — 1-е место - 2018 — 5—6-е место - 2022 — 4-е место |

- 1967: Барбара Бриггс, Шарлин Бьюлиг, Фанни Хоппо, Нинджа Йоргенсен, Лори Льюис, Мэри Метроу, Линда Мёрфи, Дельфин Немет, Нэнси Оуэн, Барбара Перри, Шарон Питерсон, Джейн Уорд. Тренер — Док Барроуз.
- 1974: Пола Дитнер, Лесли Кнудсен, Дебора Ландрет, Сюзан Вудстра, Роксана Элиас, Дебби Грин… Тренер — Пэтрик Зартман.
- 1978: Сюзан Вудстра, Дайана МакКормик, Дебора Ландрет, Фло Химэн, Дебби Грин, Пэтти Доуделл… Тренер — Ари Селинджер.
- 1982: Пола Уайсхоф, Сюзан Вудстра, Рита Крокетт, Лори Флэчмейер, Каролин Бекер, Фло Химэн, Роз Мэджерс, Джули Воллертсен, Дебби Грин, Джейн Бопри, Линда Чизхольм. Тренер — Ари Селинджер.
- 1990: Тара Кросс-Бэттл, Джанет Коббс, Лори Эндикотт, Карен Кемнер, Рут Лавансон, Тамми Лили (Уэбб), Элайна Оден, Кимберли Оден, Тоня Сандерс, Лайан Сато, Пола Уайсхоф. Тренер — Терри Лискевич.
- 1994: Тоня Уильямс (Сандерс), Йоко Зеттерлунд, Лори Эндикотт, Кристин Клейн, Беверли Оден, Тамми Лили, Элайна Оден, Даниэль Скотт, Тара Кросс-Бэттл, Элайн Янгз… Тренер — Терри Лискевич.
- 1998: Салима Дэвидсон, Лора Дэвис, Макэйр Десилетс, Кара Миллинг, Шарлин Джонсон, Терри Земайтис, Микиша Хёрли, Сара Норьега, Валери Стерк, Карри Доуни, Даниэль Скотт, Эллисон Уэстон. Тренер — Майкл Хэли.
- 2002: Прикеба Фиппс, Даниэль Скотт, Тайиба Хэниф, Стэси Сикора, Элизабет Бахман, Хизер Боун, Элизабет Фицджеральд, Дженнифер Флинн, Нэнси Метколф, Сара Норьега, Тара Кросс-Бэттл, Логан Том. Тренер — Тосиаки Ёсида.
- 2006: Хизер Боун, Кэссиди Бьюсс, Терез Кроуфорд, Николь Дэвис, Сара Друри, Тайиба Хэниф, Линдси Хантер, Дженнифер Джойнс, Нэнси Метколф, Робин А Моу, Даниэль Скотт, Кэти Уилкинс. Тренер — Лан Пин.
- 2010: Хизер Боун, Огонна Ннамани, Дженнифер Джойнс, Дестини Хукер, Логан Том, Синтия Барбоза, Алиша Гласс, Николь Дэвис, Стэси Сикора, Линдси Берг, Джордан Ларсон, Фолуке Акинрадево, Меган Ходж. Тренер — Хью Маккатчен.
- 2014: Элайша Гласс, Кайла Бэнуорт, Кортни Томпсон, Николь Дэвис, Кристин Линн Хильдебранд, Джордан Ларсон, Келли Мёрфи, Криста Хармотто-Дитцен, Николь Фосетт, Кимберли Хилл, Фолуке Акинрадево, Келси Робинсон, Тетори Диксон, Рэйчел Адамс. Тренер — Карч Кирай.
- 2018: Майка Хэнкок, Карли Ллойд, Рэйчел Адамс, Тетори Диксон, Лорен Джиббмейер, Джордан Ларсон, Келли Мёрфи, Сара Уилхайт, Мишель Барч-Хакли, Кимберли Хилл, Фолуке Акинрадево, Меган Кортни, Келси Робинсон, Карста Лоу. Тренер — Карч Кирай.
- 2022: Джордин Поултер, Джастин Вонг-Орантес, Морган Хенц, Лорен Карлини, Ханна Тэпп, Андреа Дрюс, Сара Парсонс (Уилхайт), Хейли Вашингтон, Кара Баджема, Даниэль Куттино, Келси Робинсон-Кук, Чиака Огбогу, Александра Франтти, Анна Хол. Тренер — Карч Кирай.

### Кубок мира
| - 1973 — 6-е место - 1977 — 7-е место - 1981 — 4-е место - 1985 — не квалифицировалась - 1989 — не квалифицировалась - 1991 — 4-е место - 1995 — 7-е место | - 1999 — 9-е место - 2003 — 3-е место - 2007 — 3-е место - 2011 — 2-е место - 2015 — 3-е место - 2019 — 2-е место |

- 2003: Прикеба Фиппс, Даниэль Скотт, Тайиба Хэниф, Линдси Берг, Стэси Сикора, Элизабет Бахман, Хизер Боун, Робин А Моу-Сантос, Тара Кросс-Бэттл, Логан Том, Сара Норьега, Нэнси Метколф. Главный тренер — Тосиаки Ёсида.
- 2007: Огонна Ннамани, Даниэль Скотт-Арруда, Тайиба Хэниф, Линдси Берг, Стэси Сикора, Логан Том, Хизер Боун, Дженнифер Джойнс, Кимберли Гласс, Робин А Моу-Сантос, Николь Дэвис, Кассандра Бьюсс. Главный тренер — Лан Пин.
- 2011: Элайша Гласс, Даниэль Скотт-Арруда, Тайиба Хэниф, Линдси Берг, Николь Дэвис, Хизер Боун, Синтия Барбоза, Джордан Ларсон, Логан Том, Фолуке Акинрадево, Меган Ходж, Дестини Хукер. Главный тренер — Хью Маккатчен.
- 2015: Элайша Гласс, Кайла Бэнуорт, Лорен Джиббмейер, Джордан Ларсон-Бёрбак, Меган Ходж-Иси, Криста Хармотто-Дитцен, Николь Фосетт, Кимберли Хилл, Фолуке Акинрадево, Натали Хагглунд, Молли Креклоу, Тетори Диксон, Келси Робинсон, Карста Лоу. Главный тренер — Карч Кирай.
- 2019: Джордин Поултер, Джастин Вонг-Орантес, Тетори Диксон, Лорен Карлини, Джордан Ларсон, Андреа Дрюс, Мишель Барч-Хакли, Кимберли Хилл, Меган Кортни, Ханна Тэпп, Хейли Вашингтон, Келси Робинсон, Чиака Огбогу, Карста Лоу. Главный тренер — Карч Кирай.

### Всемирный Кубок чемпионов
| - 1993 — 4-е место - 1997 — не квалифицировалась - 2001 — 5-е место - 2005 — 2-е место | - 2009 — не квалифицировалась - 2013 — 2-е место - 2017 — 3-е место |

- 2005: Даниэль Скотт-Арруда, Тайиба Хэниф-Парк, Линдси Берг, Сара Друри, Элизабет Бахман, Кэтрин Уилкинс, Кассандра Бьюсс, Терез Кроуфорд, Робин А Моу-Сантос, Нэнси Метколф, Николь Дэвис, Дженнифер Джойнс. Главный тренер — Лан Пин.
- 2013: Элайша Гласс, Кёрсти Джэксон, Тамари Мияширо, Кэссиди Лихтман, Лорен Джиббмейер, Кристин Хильдебранд (Ричардс), Джордан Ларсон, Кайла Бэнуорт, Криста Хармотто, Николь Фосетт, Келли Мёрфи, Кимберли Хилл, Лорен Паолини, Дженна Хагглунд. Тренер — Карч Кирай.
- 2017: Карли Ллойд, Джастин Вонг-Орантес, Рэйчел Адамс, Тетори Диксон, Лорен Карлини, Лорен Джиббмейер, Мэдисон Кингдон, Джордан Ларсон, Андреа Дрюз, Мишель Барч-Хакли, Кимберли Хилл, Фолуке Акинрадево, Меган Кортни, Альяна Абукусумо-Уайтни. Тренер — Карч Кирай.

### Гран-при
| - 1993 — 7-е место - 1994 — 6-е место - 1995 — 1-е место - 1996 — 5-е место - 1997 — 8-е место - 1998 — 8-е место - 1999 — не квалифицировалась - 2000 — 6-е место - 2001 — 1-е место - 2002 — 6-е место - 2003 — 3-е место - 2004 — 3-е место - 2005 — 8-е место | - 2006 — 7-е место - 2007 — 8-е место - 2008 — 4-е место - 2009 — 9-е место - 2010 — 1-е место - 2011 — 1-е место - 2012 — 1-е место - 2013 — 6-е место - 2014 — 7-е место - 2015 — 1-е место - 2016 — 2-е место - 2017 — 5—6-е место |

- 1995: Пола Уайсхоф, Тара Кросс-Бэттл, Лори Эндикотт, Карен Кемнер, Тамми Лили (Уэбб), Элайна Оден, Беверли Оден, Тоня Уильямс (Сандерс), Йоко Зеттерлунд, Даниэль Скотт, Элайна Янгз. Тренер — Терри Лискевич.
- 2001: Робин А Моу, Даниэль Скотт, Хизер Боун, Николь Бранах, Сара Батлер, Терез Кроуфорд, Тара Кросс-Бэттл, Сара Норьега, Элизабет Бахман, Стэси Сикора, Шарлин Тагалоа, Логан Том. Тренер — Тосиаки Ёсида.
- 2003: Прикеба Фиппс, Даниэль Скотт, Тайиба Хэниф, Линдси Берг, Стэси Сикора, Хизер Боун, Элайша Томас, Тара Кросс-Бэттл, Логан Том, Сара Норьега, Нэнси Метколф. Тренер — Тосиаки Ёсида.
- 2004: Прикеба Фиппс, Даниэль Скотт, Тайиба Хэниф, Линдси Берг, Стэси Сикора, Элизабет Бахман, Хизер Боун, Огонна Ннамани, Робин А Моу-Сантос, Нэнси Метколф, Тара Кросс-Бэттл, Логан Том. Тренер — Тосиаки Ёсида.
- 2010: Фолуке Акинрадево, Синтия Барбоза, Хизер Боун, Алиша Гласс, Джордан Ларсон, Огонна Намани, Стэси Сикора, Мэри Спайсер, Дженнифер Тамас, Логан Том, Меган Ходж, Дестини Хукер, Николь Дэвис, Николь Фосетт. Тренер — Хью Маккатчен.
- 2011: Линдси Берг, Николь Дэвис, Хизер Боун, Алиша Гласс, Дженнифер Тамас, Кимберли Гласс, Джордан Ларсон, Нэнси Метколф, Логан Том, Фолуке Акинрадево, Меган Ходж, Дестини Хукер, Тамари Мияширо. Главный тренер — Хью Маккатчен.
- 2012: Синтия Барбоза, Хизер Боун, Элайша Гласс, Николь Дэвис, Нэнси Метколф, Тамари Мияширо, Кристин Ричардс, Даниэль Скотт-Арруда, Куртни Томпсон, Тайиба Ханиф, Криста Хармотто, Меган Ходж, Фолуке Акинрадево, Линдси Берг, Джордан Ларсон, Логан Том, Дестини Хукер. Главный тренер — Хью Маккатчен.
- 2015: Кайла Бэнуорт, Кортни Томпсон, Тамари Мияширо, Лорен Джиббмейер, Джордан Ларсон-Бёрбак, Меган Ходж-Иси, Келли Мёрфи, Криста Хармотто-Дитцен, Кимберли Хилл, Фолуке Акинрадево, Молли Креклоу, Тетори Диксон, Келси Робинсон, Карста Лоу, Лорен Паолини, Николь Фосетт, Криста Вансэнт, Кёрсти Джексон. Главный тренер — Карч Кирай.
- 2016: Алиша Гласс, Кайла Бэнуорт, Корни Томпсон, Рэйчел Адамс, Карли Ллойд, Джордан Ларсон-Бёрбак, Келли Мёрфи, Криста Хармотто-Дитцен, Николь Фосетт, Кимберли Хилл, Фолуке Акинрадево, Натали Хагглунд, Мишель Барч, Алексис Кримс, Келси Робинсон, Карста Лоу. Тренер — Карч Кирай.

### Лига наций
- 2018 —  1-е место
- 2019 —  1-е место.
- 2021 —  1-е место.
- 2022 — 5-е место.
- 2023 — 4-е место.
- 2024 — 5—8-е место
- 2025 — 8-е место

- 2018: Майка Хэнкок, Карли Ллойд, Джастин Вонг-Орантес, Рэйчел Адамс, Тетори Диксон, Лорен Джиббмейер, Джордан Ларсон, Андреа Дрюс, Келли Мёрфи, Мишель Барч-Хакли, Кимберли Хилл, Фолуке Акинрадево, Келси Робинсон, Мэдисон Кингдон (в матчах предварительного этапа играли также Сара Уилхайт и Аманда Бенсон). Тренер — Карч Кирай.
- 2019: Джордин Поултер, Тетори Диксон, Лорен Карлини, Джордан Ларсон, Андреа Дрюс, Джордан Томпсон, Мишель Барч-Хакли, Меган Кортни, Микаэла Фуке, Дана Реттке, Хейли Вашингтон, Келси Робинсон, Чиака Огбогу, Мэри Лейк (в матчах предварительного этапа играли также Майка Хэнкок, Карли Ллойд, Лорен Джиббмейер, Мэдисон Кингдон, Сара Парсонс (Уилхайт), Ханна Тэпп, Симон Ли, Карста Лоу). Тренер — Карч Кирай.
- 2021: Майка Хэнкок, Джордин Поултер, Джастин Вонг-Орантес, Джордан Ларсон, Андреа Дрюс, Джордан Томпсон, Мишель Барч-Хакли, Кимберли Хилл, Фолуке Акинрадево, Хейли Вашингтон, Келси Робинсон, Чиака Огбогу (в матчах предварительного этапа играли также Катрин Пламмер, Тетори Диксон, Лорен Карлини, Ханна Тэпп, Сара Парсонс, Меган Кортни). Тренер — Карч Кирай.

### Чемпионат NORCECA
| - 1969 — 3-е место - 1971 — не участвовала - 1973 — 3-е место - 1975 — 2-е место - 1977 — 2-е место - 1979 — 2-е место - 1981 — 1-е место - 1983 — 1-е место - 1985 — 2-е место - 1987 — 2-е место - 1989 — 3-е место - 1991 — 2-е место - 1993 — 2-е место - 1995 — 2-е место | - 1997 — 2-е место - 1999 — 2-е место - 2001 — 1-е место - 2003 — 1-е место - 2005 — 1-е место - 2007 — 2-е место - 2009 — 4-е место - 2011 — 1-е место - 2013 — 1-е место - 2015 — 1-е место - 2019 — 2-е место - 2021 — 4-е место - 2023 — 2-е место |

- 2001: Даниэль Скотт, Стэси Сикора, Элизабет Бахман, Хизер Боун, Робин А Моу, Логан Том, Сара Норьега, Николь Бранах, Сара Батлер, Терез Кроуфорд, Тара Кросс-Бэттл, Шарлин Тагалоа. Тренер — Тосиаки Ёсида.
- 2003: Прикеба Фиппс, Даниэль Скотт, Тайиба Хэниф, Линдси Берг, Стэси Сикора, Элизабет Бахман, Хизер Боун, Бриттани Хоучвар, Робин А Моу-Сантос, Нэнси Метколф, Логан Том, Сара Норьега. Тренер — Тосиаки Ёсида.
- 2005: Даниэль Скотт, Тайиба Хэниф, Линдси Берг, Сара Друри, Элизабет Бахман, Кэтрин Уилкинс, Кассандра Бьюсс, Терез Кроуфорд, Робин А Моу-Сантос, Нэнси Метколф, Николь Дэвис, Дженнифер Джойнс. Тренер — Лан Пин.
- 2011: Линдси Берг, Николь Дэвис, Хизер Боун, Алиша Гласс, Дженнифер Тамас, Кимберли Гласс, Джордан Ларсон, Нэнси Метколф, Логан Том, Фолуке Акинрадево, Меган Ходж, Дестини Хукер. Тренер — Хью Маккатчен.
- 2013: Алиша Гласс, Кэссиди Лихтман, Лорен Джиббмейер, Кристин Хильдебранд (Ричардс), Джордан Ларсон, Кайла Бэнуорт, Криста Хармотто, Николь Фосетт, Келли Мёрфи, Лорен Паолини, Дженна Хагглунд, Кимберли Хилл. Тренер — Карч Кирай.
- 2015: Алиша Гласс, Кайла Бэнуорт, Лорен Джиббмейер, Джордан Ларсон-Бёрбак, Меган Ходж-Иси, Николь Фосетт, Фолуке Акинрадево, Натали Хагглунд, Молли Креклоу, Тетори Диксон, Рэйчел Адамс, Келси Робинсон, Криста Вансэнт, Карста Лоу. Тренер — Карч Кирай.

### Панамериканские игры
| - 1955 — 2-е место - 1959 — 2-е место - 1963 — 2-е место - 1967 — 1-е место - 1971 — 6-е место - 1975 — 6-е место - 1979 — 4-е место - 1983 — 2-е место - 1987 — 3-е место | - 1991 — 5-е место - 1995 — 2-е место - 1999 — 3-е место - 2003 — 3-е место - 2007 — 3-е место - 2011 — 3-е место - 2015 — 1-е место - 2019 — 7-е место - 2023 — не участвовала |

- 1967: Энн Хек, Фанни Хопо, Нинджа Йоргенсен, Лори Льюис, Мэрилин МакРиви, Линда Мёрфи, Нэнси Оуэн, Мэри Джо Пепплер, Шарон Питерсон, Барбара Перри, Мэри Перри, Джейн Уорд. Тренер — Харлан Коэн.
- 2015: Лорен Паолини, Кэссиди Лихтман, Кристин-Линн Хильдебранд, Николь Фосетт, Мишель Барч, Кёрсти Джексон, Рэйчел Адамс, Криста Вансэнт, Натали Хагглунд, Фэлин Фоноймоана, Дженна Хагглунд, Карли Ллойд. Тренер — Дэниэл Фишер.

### Панамериканский Кубок
| - 2002 — 1-е место - 2003 — 1-е место - 2004 — 2-е место - 2005 — 4-е место - 2006 — 4-е место - 2007 — 4-е место - 2008 — 5-е место - 2009 — 4-е место - 2010 — 3-е место - 2011 — 3-е место - 2012 — 1-е место | - 2013 — 1-е место - 2014 — 2-е место - 2015 — 1-е место - 2016 — 3-е место - 2017 — 1-е место - 2018 — 1-е место - 2019 — 1-е место - 2021 — 3-е место - 2022 — 3-е место - 2023 — 3-е место - 2024 — 2-е место |

### Кубок «Финал четырёх»
- 2009 —  2-е место

В розыгрыши 2008, 2010 и 2011 сборная не квалифицировалась.

### Кубок чемпионов NORCECA
- 2019 —  1-е место

## Состав
Сборная США в соревнованиях 2024 года (Лига наций, Олимпийские игры).
| №  | Имя, фамилия           | Год рождения | Рост | Амплуа      | Клуб                          |
| -- | ---------------------- | ------------ | ---- | ----------- | ----------------------------- |
| 1  | Майка Хэнкок           | 1992         | 180  | связующая   | «Хьюстон» — LOVB              |
| 2  | Джордин Поултер        | 1997         | 188  | связующая   | «Солт-Лейк» — LOVB            |
| 3  | Эвери Скиннер          | 1999         | 186  | нападающая  | «Реале Мутуа Фенера» Кьери    |
| 4  | Джастин Вонг-Орантес   | 1995         | 168  | либеро      | «Омаха» — LOVB                |
| 5  | Александра Франтти     | 1996         | 185  | нападающая  | «Вакыфбанк» Стамбул           |
| 6  | Морган Хенц            | 1998         | 175  | либеро      | «Атланта Вайб»                |
| 7  | Лорен Карлини          | 1995         | 185  | связующая   | «Мадисон» — LOVB              |
| 8  | Брионн Батлер          | 1999         | 194  | центральная | «Астемо Ривэйл» Хитатинака    |
| 9  | Мэдисон Скиннер        | 2001         | 188  | нападающая  | Техасский университет (Остин) |
| 10 | Джордан Ларсон         | 1986         | 188  | нападающая  | «Омаха» — LOVB                |
| 11 | Андреа Дрюс            | 1993         | 191  | нападающая  | «Мадисон» — LOVB              |
| 12 | Джордан Томпсон        | 1997         | 193  | нападающая  | «Хьюстон» — LOVB              |
| 13 | Сара Парсонс           | 1995         | 188  | нападающая  | «Мадисон» — LOVB              |
| 14 | Анна Хол               | 1999         | 187  | центральная | «Мадисон» — LOVB              |
| 15 | Хейли Вашингтон        | 1995         | 190  | центральная | «Солт-Лейк» — LOVB            |
| 16 | Дана Реттке            | 1999         | 204  | центральная | «Эджзаджибаши» Стамбул        |
| 17 | Зоэ Флек               | 2000         | 169  | либеро      | «Остин» — LOVB                |
| 18 | Эсджия О’Нил           | 1999         | 191  | центральная | «Остин» — LOVB                |
| 20 | Даниэль Куттино        | 1996         | 194  | нападающая  | «Атланта» — LOVB              |
| 22 | Кэтрин Боден (Пламмер) | 1998         | 201  | нападающая  | «Эджзаджибаши» Стамбул        |
| 23 | Келси Робинсон-Кук     | 1992         | 188  | нападающая  | «Атланта» — LOVB              |
| 24 | Чиака Огбогу           | 1995         | 188  | центральная | «Остин» — LOVB                |
| 29 | Халия Ланьер           | 1998         | 190  | нападающая  | «Имоко Воллей» Конельяно      |
| 37 | Кайла Хейнлайн         | 1994         | 188  | центральная | «Атланта» — LOVB              |

- Главный тренер — Карч Кирай.
- Тренеры — Эрин Вирчу, Тамари Мияширо, Альфредо Рефт, Марв Данфи.

## Фотогалерея

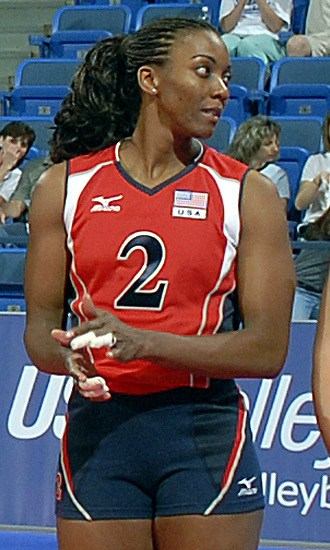
Даниэль Скотт-Арруда
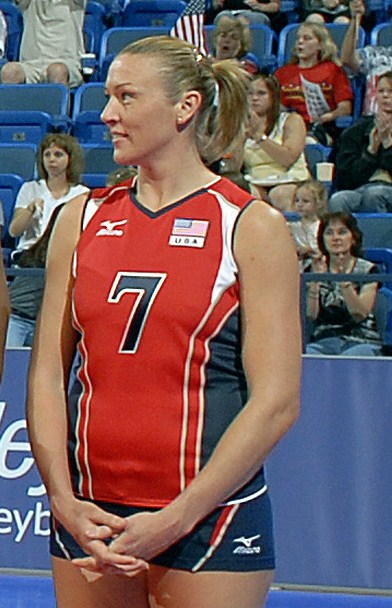
Хизер Боун
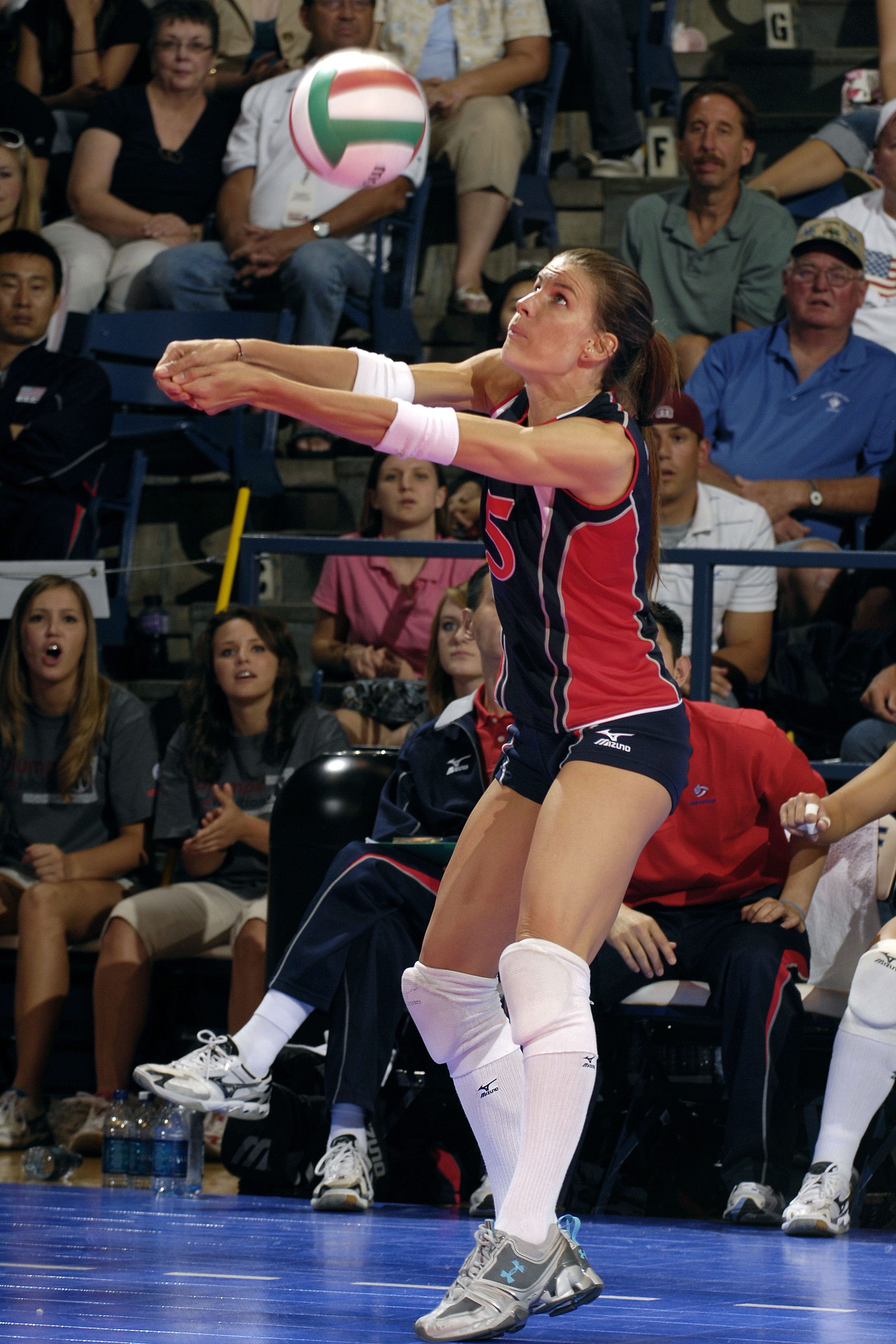
Стэси Сикора
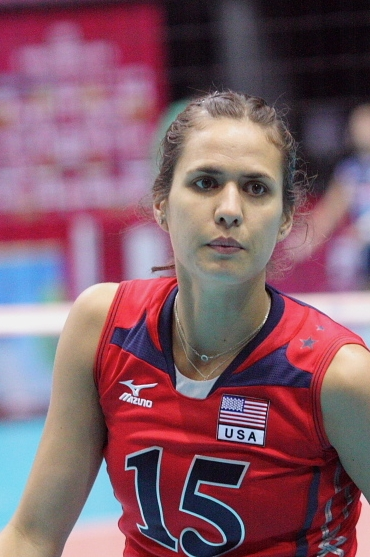
Логан Том
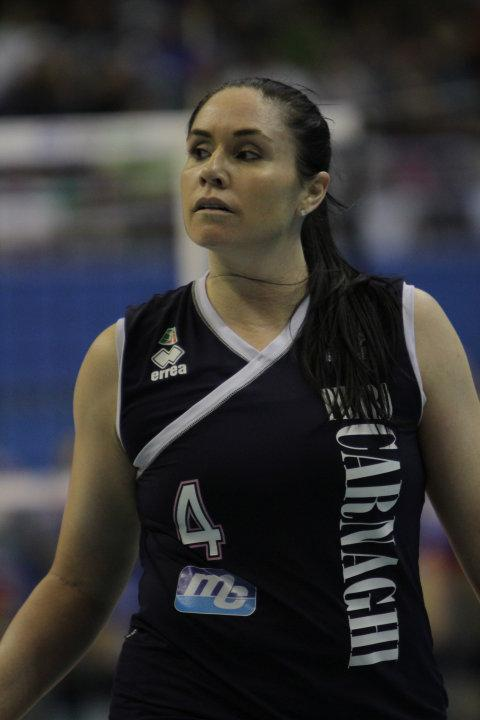
Линдси Берг
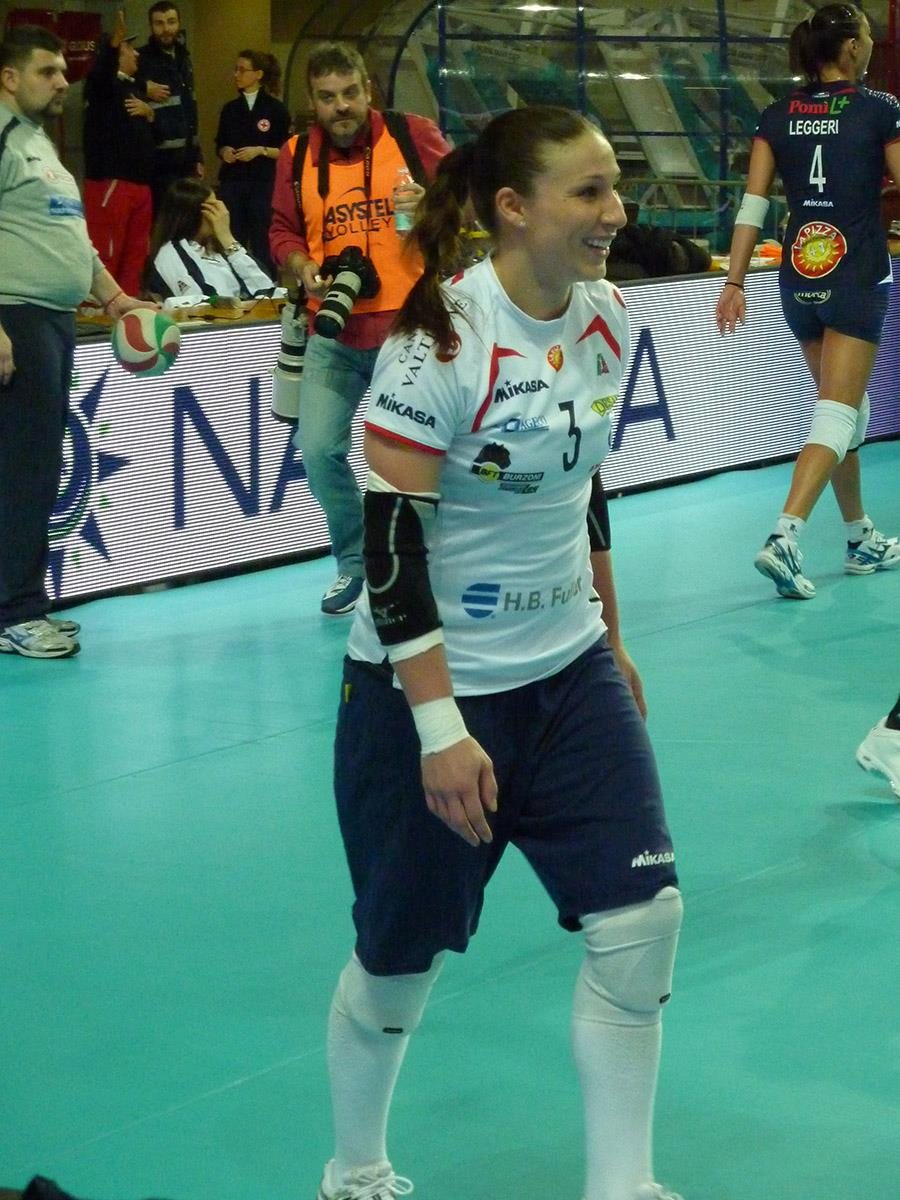
Николь Дэвис
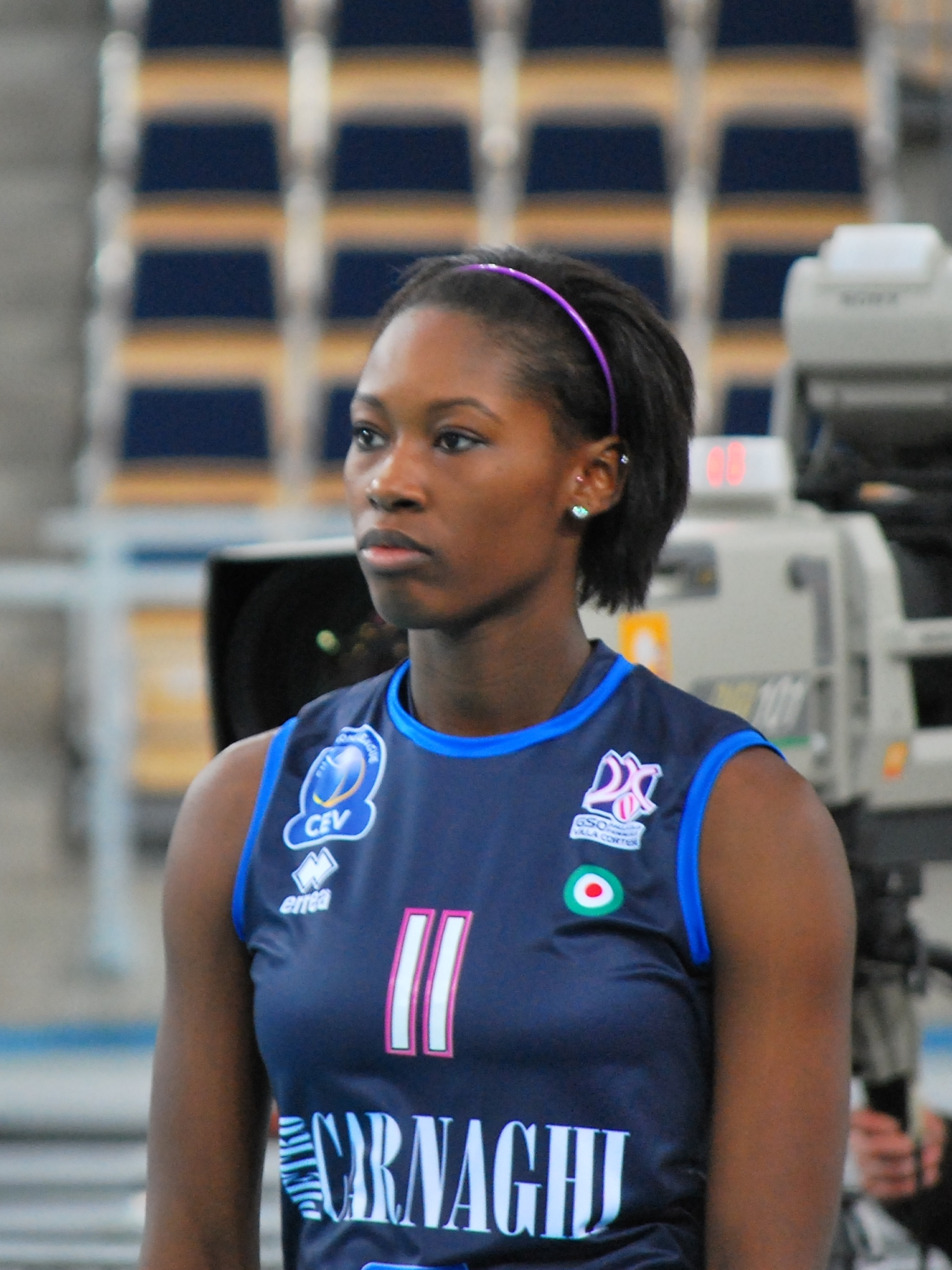
Меган Ходж-Иси
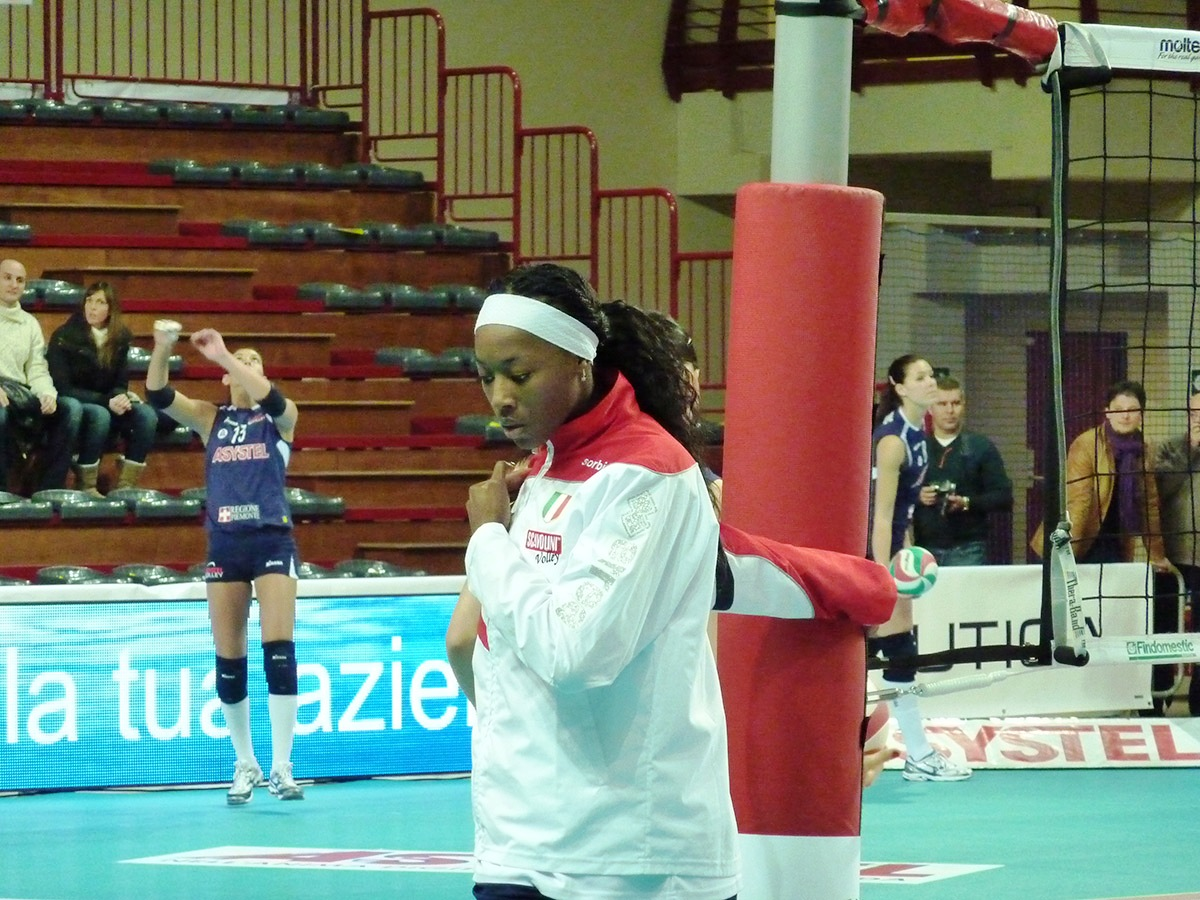
Дестини Хукер
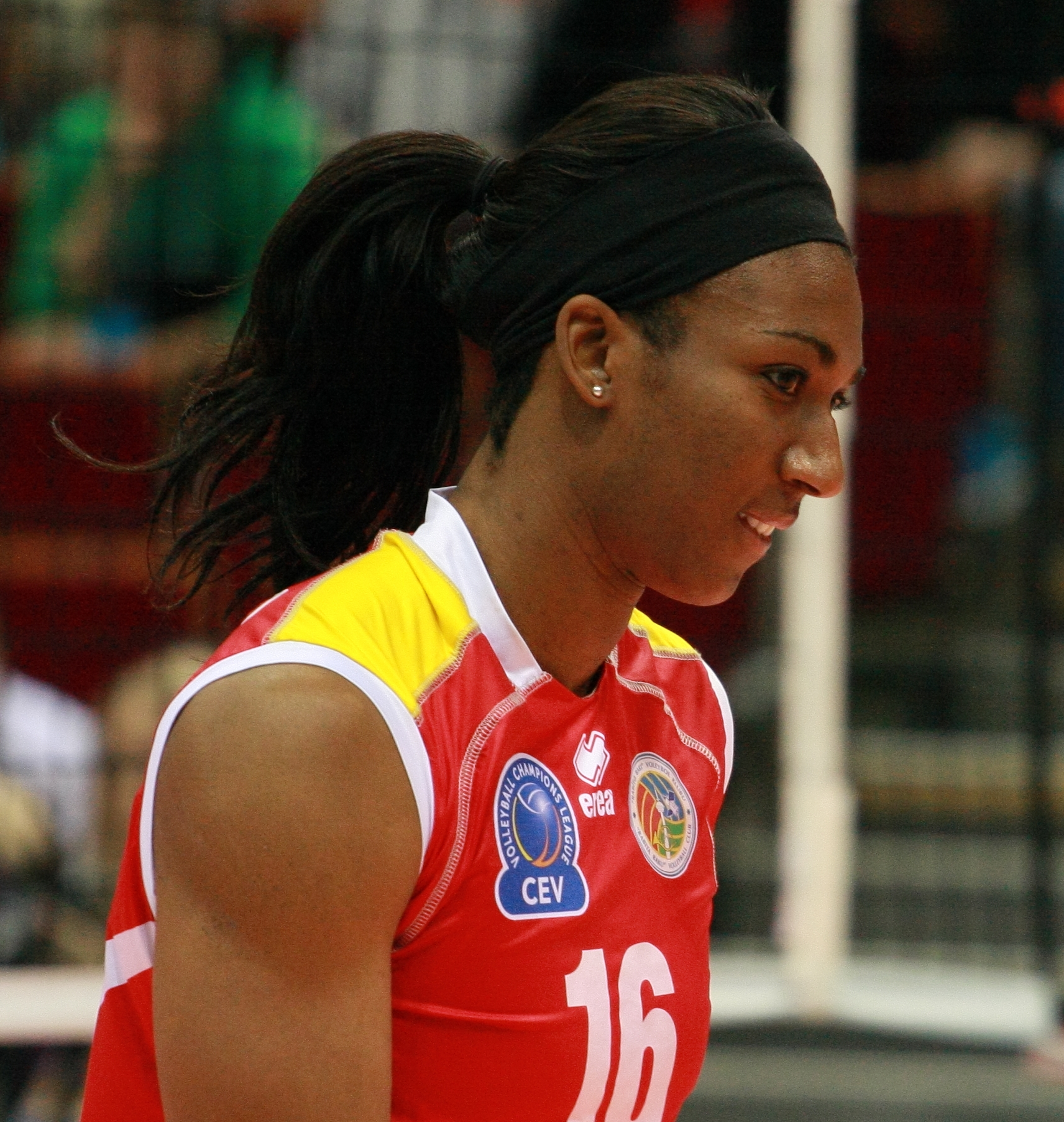
Фолуке Акинрадево
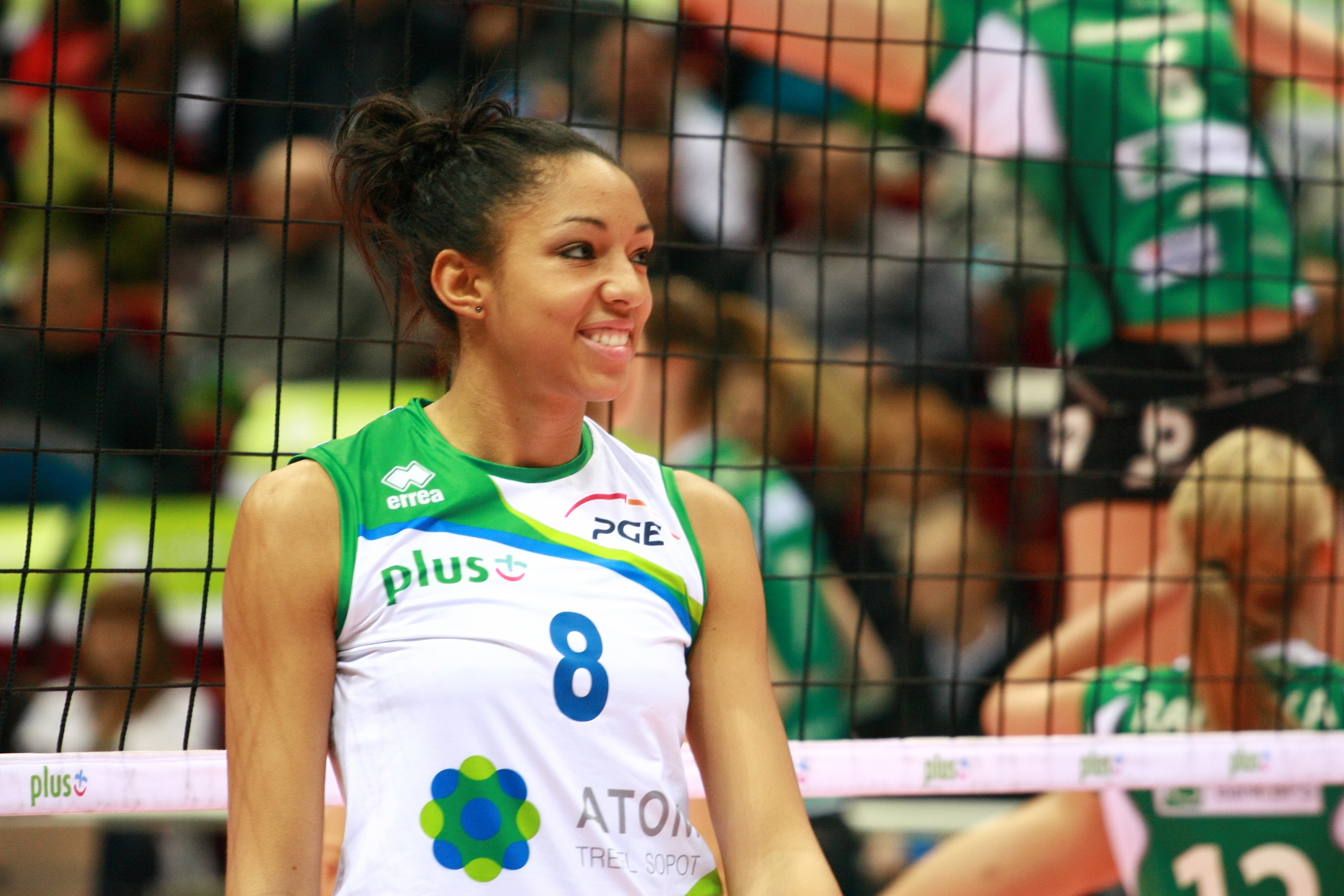
Алиша Гласс
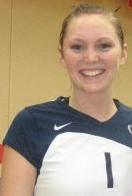
Николь Фосетт
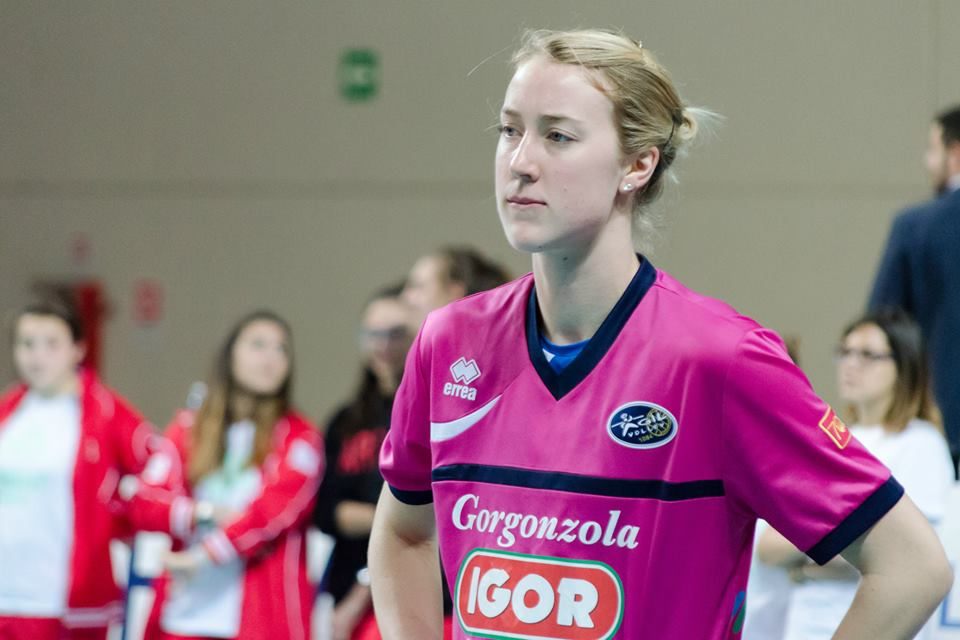
Кимберли Хилл